# Glanlough Woods SAC
Glanlough Woods SAC este o arie protejată (arie specială de conservare — SAC, sit de importanță comunitară — SCI) din Irlanda întinsă pe o suprafață de 16,55 ha, integral pe uscat.

## Localizare
Centrul sitului Glanlough Woods SAC este situat la coordonatele 51°52′13″N 9°26′28″W / 51.870187°N 9.441009°V.

## Înființare
Situl Glanlough Woods SAC a fost declarat sit de importanță comunitară în martie 2003 pentru a proteja un număr necunoscut de specii din flora spontană și fauna sălbatică aflate în arealul zonei. Situl a fost protejat și ca arie specială de conservare în februarie 2016.

## Biodiversitate
Situată în ecoregiunea atlantică, aria protejată nu include niciun habitat protejat.
La baza desemnării sitului se află un număr nedeclarat de specii protejate.